# Simon Rosenbaum
Simon Rosenbaum (* 17. März 1926 in Kopenhagen; † 19. Juli 2015 ebenda) war ein dänischer Schauspieler, Musiker und Autor.

## Leben und Karriere
Simon Rosenbaum wuchs als jüngstes von sechs Kindern in Kopenhagen auf. Er hatte jüdische Vorfahren und seine Eltern reisten im Jahr 1912 von Polen nach Dänemark aus. Während Dänemark unter deutscher Besatzung stand, hielt sich die Familie im Exil in Schweden auf.
Er absolvierte von 1947 bis 1951 an der Eleveskole des Königlichen Theaters Kopenhagen seine Schauspielausbildung. Im Jahr 1952 hatte er sein Bühnendebüt am Folketeatret. Er stand im Laufe seiner Karriere an sehr vielen Theatern auf der Bühne und wirkte in zahlreichen Theaterstücken, Kabarett-Programmen und Varieté-Shows mit, von denen er selbst einige als Autor geschrieben hatte. Er komponierte mehrere Operetten und gehörte viele Jahre lang dem Orchester des Det Kongelige Teater an. Diese Tourneen führten ihn nach Schweden, Grönland, Israel und in die USA. Von 1966 bis 1973 war er festes Ensemblemitglied am Odense Teater und daraufhin von 1974 bis 1982 am Aarhus Teater.
Rosenbaum wirkte von 1959 bis 2009 in mehr als 20 dänischen Filmen und in einigen Fernsehproduktionen mit. Zudem verfasste er mehrere Drehbücher und komponierte bei einigen Spielfilmen die Filmmusik. Im Jahr 2009 zog er sich endgültig aus dem Rampenlicht zurück.  
Rosenbaum erhielt wegen seines künstlerischen Schaffens mehrere Auszeichnungen, unter anderem auch den Teaterpokalen.

## Privates
Simon Rosenbaum war von 1952 bis zu seinem Tod mit der Schauspielerin Herdis Rosenbaum, geborene Feder, (1927–2016) verheiratet. Aus der Ehe gingen die beiden Töchter Pia Rosenbaum und Ina-Miriam Rosenbaum hervor, welche ebenfalls den Schauspielberuf ergriffen haben. Sein Schwiegersohn war der Schauspieler Troels II Munk. 
In seinen letzten Lebensjahren war er an Parkinson erkrankt. Simon Rosenbaum starb am 19. Juli 2015 im Alter von 89 Jahren im Rigshospitalet in Kopenhagen an den Folgen einer Lungenentzündung. Seine Grabstätte befindet sich auf dem Mosaisk-Vestre-Begravelsesplads, einem Jüdischen Friedhof in Kopenhagen.